# Хазарское море
Хаза́рское мо́ре — название Каспийского моря на арабском (بحر الخزر — Бахр ал-Хазар), персидском (دریای خزر — Дарьяе Хазар), турецком (Hazar Denizi), азербайджанском (Xəzər dənizi), туркменском (Hazar deňizi), крымскотатарском (Hazar deñizi, Хазар денъизи) и кумыкском (Хазар денгиз) языках. Происходит от названия народа хазары, создавшего в VII—X веках на северо-западном побережье Каспия могущественное государство — Хазарский каганат.
Гидроним впервые появился в арабских географических сочинениях IX века (Ибн Хордадбех и его последователи Ибн ал-Факих и Кудама ибн Джафар). «Хазарским» назывались Чёрное, реже Азовское моря (в тот период были сильны позиции хазар в Крыму). Начиная с X века название закрепляется за Каспием. Реже встречался вариант названия — бухайра ал-Хазар — «хазарское озеро» (Мукаддаси). Примечательно, что сами хазары не плавали по морям и не имели флота. Тот факт, что их имя осталось в исторической памяти ряда народов, свидетельствует о незаурядной роли, которую они сыграли в истории региона. В VII—VIII вв. хазарское влияние выражалась в регулярных набегах, позднее (IX—X вв.) — в активной морской торговле. Столица Хазарии — Итиль в устье Волги являлась крупной факторией мусульманского купечества.
В собственно хазарском источнике — письме царя Иосифа X века — Каспий называется «Джурджанским морем». 